# Battle & Message
『Battle & Message』（バトル アンド メッセージ）は、angelaの10枚目のオリジナルアルバム。2021年5月19日にKING AMUSEMENT CREATIVEから発売された。

## 概要
- 前回オリジナルアルバム「Beyond」から約3年半ぶり、前回アルバム「angela All Time Best 2003-2009」、「angela All Time Best 2010-2017」からは約3年ぶりのアルバムリリース。
- アルバムの名前の由来について、atsukoは「元々自分たちがバトル属性の楽曲を書くことが多いという意味でのバトルがあり、聴いてくださる方も学生さんだったり社会人だったりで、色んなものと戦って生きている。そしてコロナとのバトルがありつつ、ライブができないならSNSや動画配信を使って披露してやろうと、どんな状況でもメッセージを伝えようとしている人がいる。そういった着想から『Battle & Message』というタイトルが浮かんできました。」と語っている[1]。
- angelaで初めてアルバムに表題曲が収録されたアルバムである。
- 「蒼穹のファフナーTHE BEYOND」、「乙女ゲームの破滅フラグしかない悪役令嬢に転生してしまった…」、「K SEVEN STORIES」といったアニメ作品、「Pフィーバー革命機ヴァルヴレイヴ2」搭載曲と様々なタイアップ曲が収録。タイアップ曲は12曲中7曲。
- 発売を記念し、オンラインイベント「Telephone & Present」が開催。対象店舗にて対象商品を購入・応募した人の中から抽選で60名に、10作目のオリジナルアルバムを記念して生まれた特別なアイテムがプレゼントされた。当選者の中から30名にはangelaの二人から直接電話で当選の連絡が届き、その様子はYouTubeで公開された[2]。
- 初回限定生産盤は、外箱仕様でBlu-rayつき。

## 収録曲
【CD】
| 全作詞: atsuko、全作曲: atsuko・KATSU、全編曲: KATSU。 |                                          |        |               |       |
| #                                                      | タイトル                                 | 作詞   | 作曲・編曲    | 時間  |
| 1.                                                     | 「Battle & Message」(angela VS 遠藤正明) | atsuko | atsuko・KATSU | 3:53  |
| 2.                                                     | 「叫べ」                                 | atsuko | atsuko・KATSU | 4:27  |
| 3.                                                     | 「I'll be...」                           | atsuko | atsuko・KATSU | 3:32  |
| 4.                                                     | 「連撃Victory」                          | atsuko | atsuko・KATSU | 4:30  |
| 5.                                                     | 「クライシス」                           | atsuko | atsuko・KATSU | 4:38  |
| 6.                                                     | 「君の影、オレンジの空」                 | atsuko | atsuko・KATSU | 5:02  |
| 7.                                                     | 「乙女のルートはひとつじゃない!」        | atsuko | atsuko・KATSU | 3:57  |
| 8.                                                     | 「Do it!」                               | atsuko | atsuko・KATSU | 3:06  |
| 9.                                                     | 「夢と希望に殺される」                   | atsuko | atsuko・KATSU | 3:58  |
| 10.                                                    | 「SURVIVE!」                             | atsuko | atsuko・KATSU | 5:00  |
| 11.                                                    | 「君想う」                               | atsuko | atsuko・KATSU | :3:09 |
| 12.                                                    | 「THE BEYOND」                           | atsuko | atsuko・KATSU | 4:41  |
| 合計時間:                                              | 合計時間:                                | 49:59  |               |       |

【Blu-ray】（初回限定生産盤のみ)
- 「angelaのミュージック・ワンダー★生特番 ～パシフィコで会いたくて～」
- 「Battle & Message」Music Clip
- 「夢と希望に殺される」Music Clip

## 楽曲解説
1. Battle & Message

  - 遠藤正明とのデュエット楽曲でありリード曲。JAM Projectへの楽曲提供などの縁から生まれた[3]。
  - 楽曲は令和版の「3年目の浮気」や「男と女のラブゲーム」のような掛け合いが目立つ楽曲[1]。
2. 叫べ
アニメ『蒼穹のファフナーTHE BEYOND』第2弾オープニング
  - 30thシングル。
3. I'll be...

  - アルバム制作の際最後に作られた楽曲で、基本的にコードがずっとCマイナーの楽曲[3]。
4. 連撃Victory
パチンコ『Pフィーバー革命機ヴァルヴレイヴ2』搭載楽曲(トータル25連撃到達で解放[4])
  - angelaの新しいヴァルヴレイヴ関連楽曲。制作サイドからピックアップされた「連撃」や「革命」などといった言葉が用いられている。
  - この楽曲は、#5「クライシス」と比べ「赤くメラメラ燃える炎のイメージ[3]」。
5. クライシス
パチンコ『Pフィーバー革命機ヴァルヴレイヴ2』搭載楽曲(トータル100連撃到達で解放[4])
  - angelaの新しいヴァルヴレイヴ関連楽曲。制作サイドからピックアップされた「ヤメマスカ」などといった言葉が用いられている。
  - この楽曲は、#4「連撃Victory」と比べ「クールな青い炎[3]」。
6. 君の影、オレンジの空
アニメ『乙女ゲームの破滅フラグしかない悪役令嬢に転生してしまった…』第11話挿入歌
  - 初デジタル・シングル。
7. 乙女のルートはひとつじゃない!
アニメ『乙女ゲームの破滅フラグしかない悪役令嬢に転生してしまった…』オープニング
  - 29thシングル。
8. Do it!

  - ビンテージ機材を使ったりした、元気でかわいい楽曲。
9. 夢と希望に殺される

  - プロデューサーから「すごく暗い曲を作りましょう」と言われ、できた楽曲。
  - 全体的に暗い歌詞だが、「夢と希望は生きている」と締めくくられる。
  - MVはリリックビデオになっている。
10. SURVIVE!
アニメ映画『K SEVEN STORIES』オープニング主題歌
  - 27thシングル。
11. 君想う

  - 「いくばくかの言の葉を」「叶わぬ夢 泡沫」といった古い言い回しが特徴の楽曲。
  - 民謡のような歌い方で、たくさんのテイクが重ねられている。
12. THE BEYOND
アニメ『蒼穹のファフナーTHE BEYOND』第1弾オープニング
  - 28thシングル。